# Gabinius

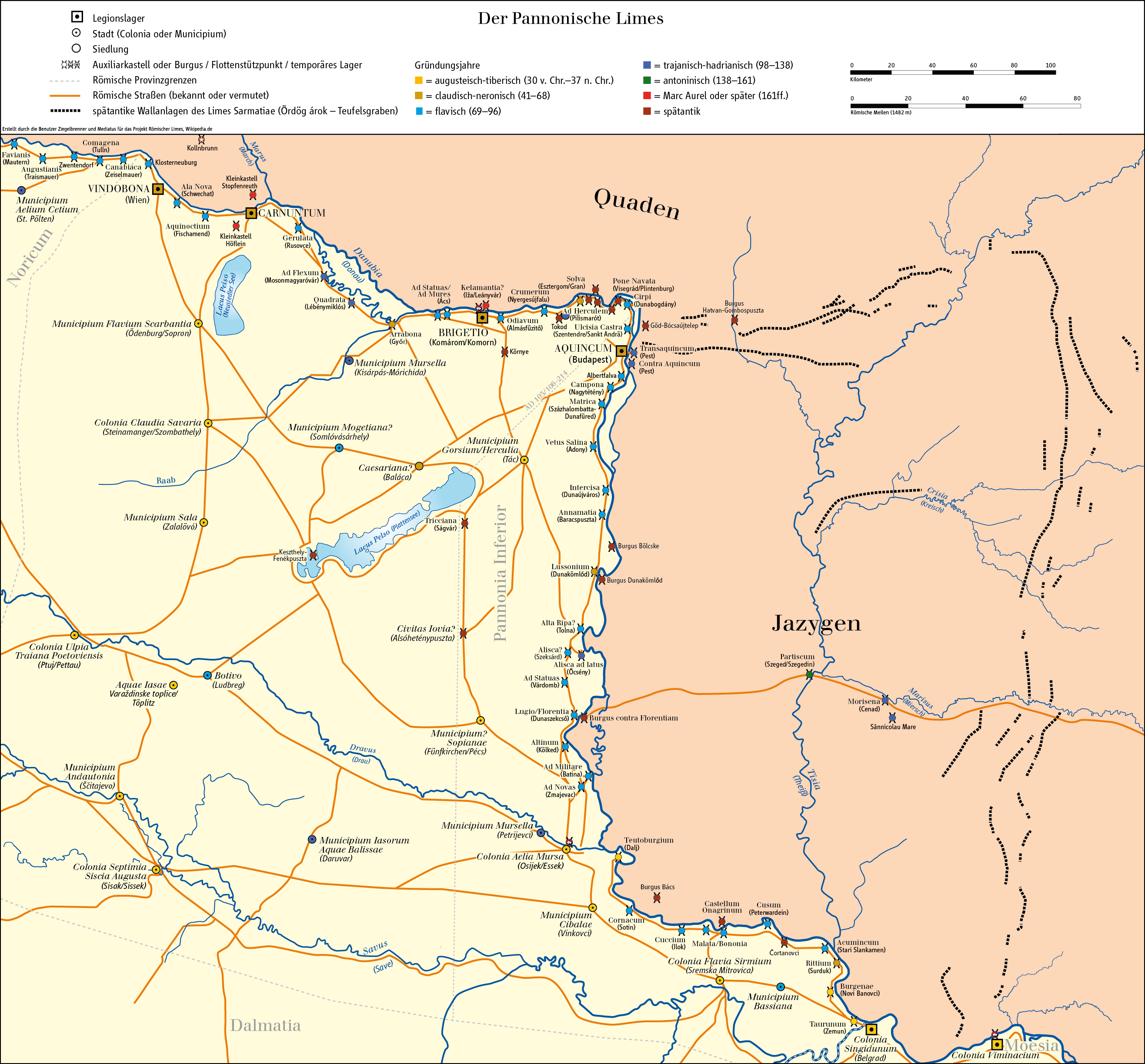
Limes Pannonicus

Gabinius (†374) was koning of beter een stamhoofd van de Quaden, een nomadische Germaanse stam.
Er is zo goed als niets over hem gekend. Wat we weten komt van geschiedschrijver Ammianus Marcellinus.

## Achtergrond
Gabinius leefde ten tijde van de West-Romeinse keizer Valentinianus I. Valentinianus had tijdens zijn regering te kampen met de opstanden van de usurpators Procopius en Marcellus (365-366), die steun kregen van Germaanse stammen en het Groot Complot (367-368), opstand in Britannia. De Romeinse repressie was hard.

## Moord op Gabinius
Rond 373-374 ontstond er een grensgeschil tussen de Romeinen en Quaden, over de bouw van Romeinse forten op het grondgebied van de Quaden. De Romeinse Magister militum  Marcellianus nodigde Gabinius uit op een onderhandelingsbanket en liet hem vermoorden, wegens obstructie.

## Gevolgen
De Quaden spanden samen met de Sarmaten en doorbraken de Donaulimes. Pannonië en Moesië werden onder voet gelopen. De toekomstige keizer Theodosius I kon de situatie terug recht trekken. Bij nieuwe onderhandelingen tussen keizer Valentinianus en de Quaden, barstte Valentinianus uit in woede en stierf. Er ontstond een machtsvacuüm en een jaar later brak de Gotische Oorlog (376-382) uit gepaard gaand met de Grote Volksverhuizing.
Gabinius was een kleine schakel in de Val van het West-Romeinse Rijk.